# Jasa (kommunhuvudort)
Jasa är en kommunhuvudort i Spanien.   Den ligger i provinsen Provincia de Huesca och regionen Aragonien, i den nordöstra delen av landet, 400 km nordost om huvudstaden Madrid. Jasa ligger 945 meter över havet och antalet invånare är 138.
Terrängen runt Jasa är kuperad åt sydväst, men åt nordost är den bergig. Runt Jasa är det mycket glesbefolkat, med 4 invånare per kvadratkilometer. Närmaste större samhälle är Jaca, 16,9 km sydost om Jasa. I omgivningarna runt Jasa växer i huvudsak blandskog.